# 大树雀
大树雀（学名：Camarhynchus psittacula），是雀形目唐纳雀科的一种鸟类。
大树雀体重约18.7克，翼长约68.7毫米，嘴峰长约14.6毫米，喙宽度约5.7毫米，喙厚度约9.7毫米，跗蹠长约21.5毫米，尾长约41.1毫米。大树雀在其分布区内为留鸟，其栖息在密集的高大树木组成的森林中，食性为肉食性，主要食物来源是陆生无脊椎动物。

## 亚种
- ：分布于加拉帕戈斯群岛的平塔岛和马切纳岛。
- ：分布于加拉帕戈斯群岛的伊莎贝拉岛和费尔南迪纳岛。
- ：分布于加拉帕戈斯群岛的巴尔特拉岛、平松岛、聖菲島、圣克鲁斯岛、弗雷里安纳岛、拉维达岛、圣地亚哥岛。[4]